# 卡雷卡
卡雷卡（葡萄牙語：Antônio de Oliveira Filho，1960年10月5日—），1986年巴西联赛最佳射手。
1982年世界杯足球赛他因伤缺席。
1986年世界杯足球赛1/4决赛，他虽攻进一球，但巴西国家足球队被普拉蒂尼率领的法国国家足球队点球所击败。
1987年9月27日卡雷卡攻进了他在那不勒斯足球俱乐部的第一个进球。
1990年马拉多纳率领下，那不勒斯击败了拥有荷兰三剑客的AC米兰，卡雷卡随队成为意大利甲级联赛的冠军。
1990年的世界杯足球賽中，他于1/8决赛遇到了队友马拉多纳领军的阿根廷国家足球队，最后巴西因马拉多纳的妙传还是给淘汰了。在卡雷卡所参加的两届世界杯9场比赛中共打入7个入球。
1990年-91年赛季马拉多纳离队，那不勒斯此后再也没赢得任何奖杯，卡雷卡与佐拉搭档锋线，后来他在那不勒斯效力了3年。

## 荣誉
- 巴西甲組联赛冠军(1978年、1986年)
- 巴西联赛最佳射手(1982年、1986年)
- 意甲冠军(1990年)
- 意大利超級杯冠军(1991年)
- 欧洲联盟杯冠军(1989年)
- 美洲杯冠军(1989年)